# Unity Mitford
 (juillet 2015).
Si vous disposez d'ouvrages ou d'articles de référence ou si vous connaissez des sites web de qualité traitant du thème abordé ici, merci de compléter l'article en donnant les références utiles à sa vérifiabilité et en les liant à la section « Notes et références ».
Pour les articles homonymes, voir Mitford.
Unity Mitford est une noble britannique, née le 8 août 1914 à Londres et morte le 28 mai 1948 à Oban (Écosse).
Amie personnelle d'Adolf Hitler, elle souhaitait une alliance entre le Royaume-Uni et l'Allemagne nazie. En septembre 1939, apprenant la déclaration de guerre envoyée par son pays au IIIe Reich, elle tente de se suicider dans le Jardin anglais à Munich car, selon sa sœur Diana, « elle ne pouvait pas supporter de vivre et de voir ces deux pays se déchirer l'un l'autre, les deux pays qu'elle aimait ». Selon d'autres sources elle était amoureuse de Hitler qu'elle vénérait, et elle ne voulait pas se séparer de lui. Sa tentative ratée, elle revient vivre près de sa mère, où elle finit par mourir de ses blessures, en 1948.
Elle est l'une des six soeurs Mitford. 

## Biographie

### Enfance
Elle est la fille de David Freeman-Mitford, 2e baron de Redesdale. Son grand-père, Algernon Freeman-Mitford, 1er baron de Redesdale, était un ami de Richard Wagner, et un traducteur de l'idéologue antisémite Houston Stewart Chamberlain. Unity Mitford naît à Londres en Angleterre mais a été conçue à Swastika (en) (Ontario, Canada), où la famille possède des mines d'or. La famille Mitford est nombreuse ; elle a cinq sœurs (Nancy, Pamela, Diana, Jessica et Deborah) et un frère (Thomas). Sa biographe, Jane Dalley, estime que « Unity trouvait très difficile la vie dans cette famille », parce qu'elle était née après ses grandes sœurs, plus intelligentes, jolies et accomplies qu'elle.
Elle est cousine de Clementine Hozier, qui a épousé Winston Churchill.
Unity Mitford semble s'être intéressée à la politique et plus particulièrement à l'extrême droite, pour se distinguer : sa sœur cadette, Jessica, avec qui elle partage sa chambre, est une communiste affirmée. Leurs désaccords sont tels qu'elles tracent une ligne de séparation à la craie sur le sol de la pièce, afin de la partager en deux espaces vitaux distincts. D'un côté, les murs sont ornés d'une faucille et d'un marteau et d'images de Lénine, de l'autre décorés de croix gammées et de photos d'Adolf Hitler. Jane Dalley poursuit : « Je pense qu'elles étaient encore des enfants, vous ne savez pas combien c'était juste un jeu, un jeu qui est devenu mortellement sérieux dans leur vie future ».[réf. nécessaire]
Elle est éduquée à la St Margaret's School de Bushey (Hertfordshire, Angleterre).

### Sympathies politiques et découverte du national-socialisme

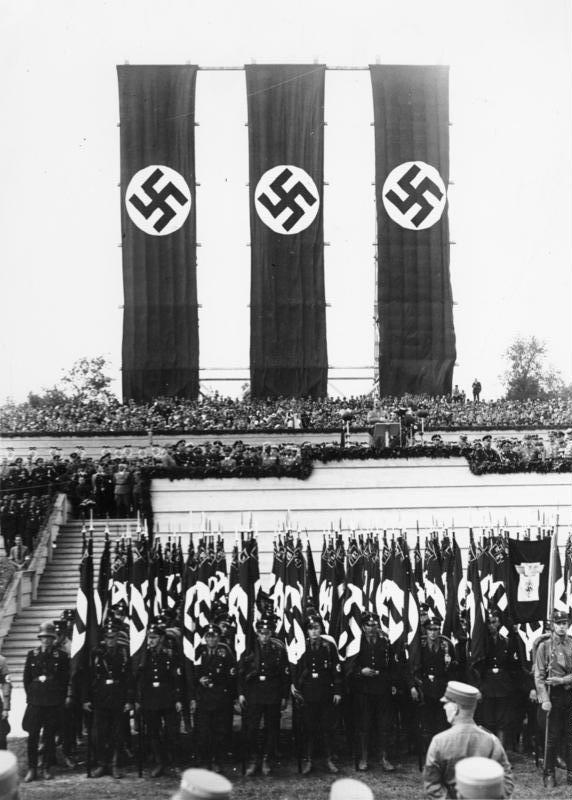
Le congrès de Nuremberg, fin août 1933, où elle voit pour la première fois Hitler. Sur la photo, celui-ci prononce un discours à la tribune.

En 1932, sa grande sœur Diana quitte son mari pour une aventure avec l'homme politique d'extrême droite Oswald Mosley, qui vient de fonder le mouvement British Union of Fascists. Leur père est furieux de la honte provoquée par cette rupture et interdit à sa fille de voir Mosley. Unity désobéit et le rencontre lors d'une fête, où elle obtient même un badge du parti. Nicholas, fils d'Oswald Mosley, raconte : « Unity est devenue un membre très extraverti du parti […], elle a rapidement tout exagéré, tout de suite. Et c'est la seule chose qu'elle fit. […] Elle avait l'habitude de se présenter à des réunions communistes, de faire le salut fasciste et chahuter l'orateur ». Selon lui, son père appréciait l'engagement politique d'Unity mais considérait qu'elle était plutôt dans l'exhibition.
Unity se rend en Allemagne, avec sa sœur Diana, au congrès de Nuremberg de 1933, le rassemblement annuel du parti nazi qui se tenait dans la ville bavaroise. Elle fait partie de la délégation britannique invitée. Elle y voit le chancelier et chef du parti, Adolf Hitler, pour la première fois. La biographe Anne de Courcy analyse la portée de l'évènement : « Le rassemblement de Nuremberg a eu un effet profond sur Diana et Unity. […] Dès lors, [Unity] voulait être près de Hitler, autant que possible. Elle voulait être en Allemagne ».
Le biographe Pryce Jones conclut : « Sa relation avec Diana Mosley est un fait très important de la vie d'Unity Mitford, qu'est-ce qu'elle pouvait bien donc faire ? Il me semble alors que la seule chose qu'elle pouvait entreprendre, c'était de faire mieux qu'elle ».[réf. nécessaire]

### Arrivée en Allemagne et amitié avec Hitler
Unity Mitford retourne en Allemagne à l'été 1934. Afin de se perfectionner en allemand, elle s'inscrit dans une école de langue à proximité du siège du parti nazi de Munich. Elle veut alors rencontrer Adolf Hitler. Jane Dalley déclare : « Elle était obsédée par l'idée de rencontrer Hitler ».

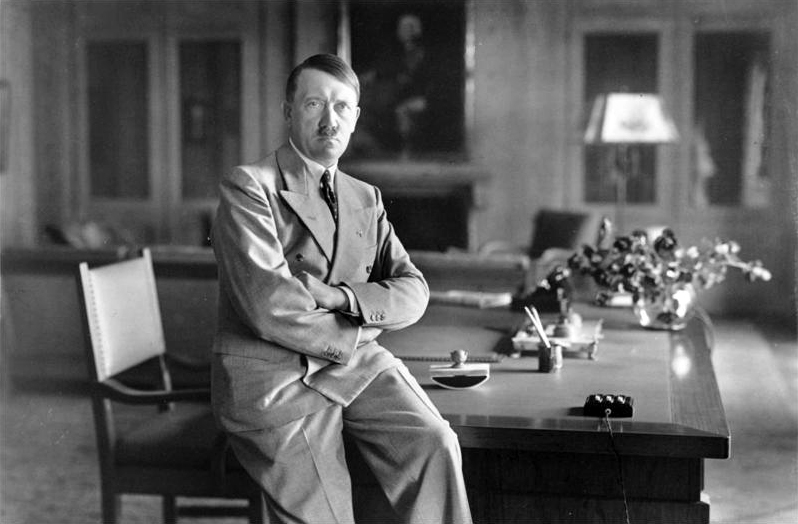
Hitler en 1936 au Berghof, assis sur sa table de travail.

Pryce Jones insiste sur le côté très accessible de Hitler pendant ces années : « C'est une des choses extraordinaires sur la vie quotidienne de Hitler, il était à la disposition du public. On savait qu'il avait ses habitudes dans tel café, tel restaurant ou tel hôtel, […] il était possible de le rencontrer comme ça. Et il avait l'habitude de manger à l'« Osteria Bavaria » à Munich, et elle a commencé à s'y rendre tous les jours ». Ainsi, après dix mois, Hitler finit par l'inviter à sa table où ils ont parlé pendant une demi-heure d'un projet de loi. Dans une lettre à son père, elle écrit : « C'était le jour le plus merveilleux et le plus beau de toute ma vie. Je suis tellement heureuse que je pourrais mourir maintenant. Je suppose que je suis la fille la plus chanceuse au monde. Pour moi, il est le plus grand homme de tous les temps ».
Hitler à son tour, devient obsédé par la jeune Britannique blonde, correspondant parfaitement aux stéréotypes aryens, et par son intérêt pour la culture germanique. De même, son deuxième prénom — Valkyrie — et son grand-père, ami du compositeur préféré de Hitler, Richard Wagner, et traducteur de Houston Stewart Chamberlain, finirent de l'intéresser définitivement. Comme Jane Dalley l'explique, « Hitler était extrêmement superstitieux, et il croyait qu'Unity était en quelque sorte envoyée à lui, qu'elle lui était destinée ». Celle-ci reçoit par la suite des invitations pour des réunions du parti et les réceptions d'État. Hitler la décrivait comme « un modèle parfait de la femme aryenne ».
Devenu de plus en plus proche d'Unity Mitford[Information douteuse], Hitler aurait peut-être accepté cette amitié dans le but d'exciter la jalousie de sa compagne, Eva Braun. Cette dernière note dans son journal intime à propos d'Unity Mitford : « Je suis la maîtresse du plus grand homme d'Allemagne et même du monde entier, et je suis assise ici, à attendre que le soleil se moque de moi à travers les vitres ». La jeune femme retrouve pourtant l'attention du Führer après une tentative de suicide.

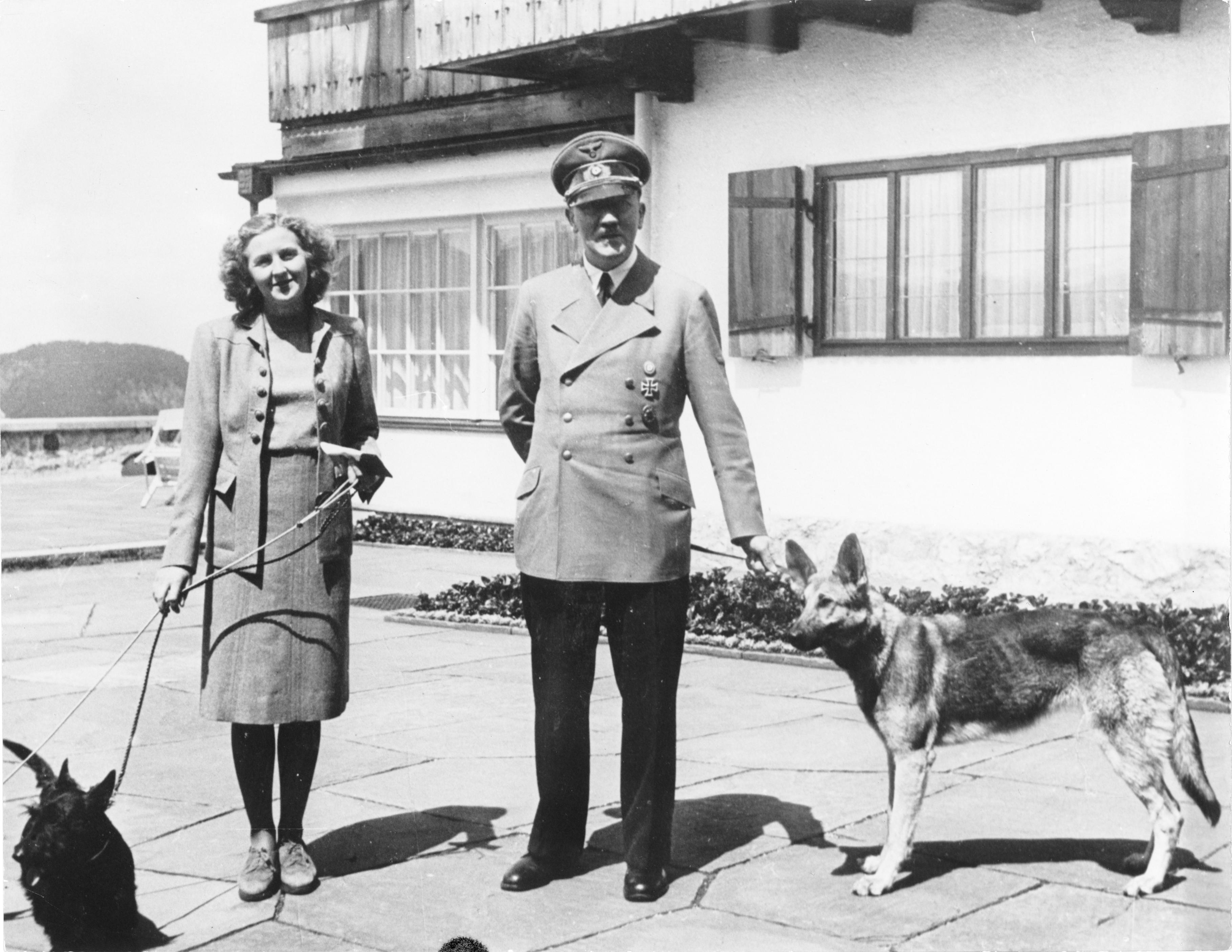
Photographie (datée de 1942) au Berghof de Hitler avec Eva Braun ; celle-ci était devenue jalouse de la trop grande proximité d'Unity Mitford avec son compagnon.

Elle participe à un rassemblement des Jeunesses hitlériennes à Hesselberg avec un ami de Hitler, Julius Streicher, qui y prononce un discours violemment antisémite. Elle écrit son ressenti de l'événement dans un article du grand journal que possède ce dernier, Der Stürmer : « Les Anglais n'ont aucune notion du danger juif. Notre Juif ne fonctionne qu'en coulisses. Nous pensons avec joie au jour où nous serons en mesure de dire : l'Angleterre aux Anglais ! Dehors les Juifs ! Heil Hitler ! Post-scriptum : S'il vous plaît, publiez mon nom en entier, je veux que chacun sache que je suis une ennemie des Juifs ». Le papier provoque l'indignation de la population britannique à son retour en Angleterre, mais Hitler la récompense d'un insigne d'or gravé d'une croix gammée, à l'occasion des Jeux olympiques de Berlin, en 1936, ainsi que d'une promenade dans sa Mercedes lors du Festival de Bayreuth.

### Dans l'entourage proche de Hitler

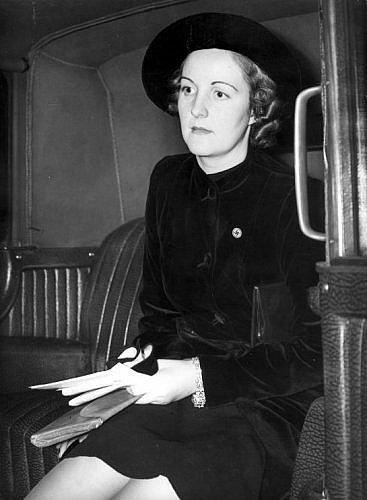
Unity Mitford en 1938, assise, portant un badge nazi à la poitrine.

À partir de là, Unity Mitford est intronisée dans le cercle privé de Hitler. En 1938, quand il annonce l'Anschluss, elle apparaît avec lui sur le balcon d'où il prononce son discours. Elle est plus tard arrêtée à Prague pour propagande nazie. Pryce Jones rapporte qu'« elle l'avait vu, semblait-il, plus d'une centaine de fois ; aucun autre Britannique ne pouvait avoir comme cela accès à Hitler ». Cette proximité éveille les soupçons de la SIS britannique. Guy Lidel, directeur du MI5 note dans son journal : « Unity Mitford avait été en contact étroit et intime avec le Führer et ses partisans pendant plusieurs années et a été une ardente partisane du régime nazi. Même si elle est restée en retrait après le déclenchement de la guerre, son action était assimilable à de la haute trahison ».
Un rapport publié en 1936 va encore plus loin en proclamant qu'elle était « plus nazie que les nazis » et qu'elle avait par exemple fait le salut hitlérien au consul général britannique présent à Munich, lequel a immédiatement demandé que son passeport soit confisqué. Plus tard, en 1938, Hitler avait trouvé un appartement à Munich pour elle. Pour cela, il avait dépossédé un couple de Juifs. Mitford aurait alors cyniquement visité l'appartement pour discuter des plans de décoration, alors que l'homme et la femme étaient encore présents, pleurant dans la cuisine.

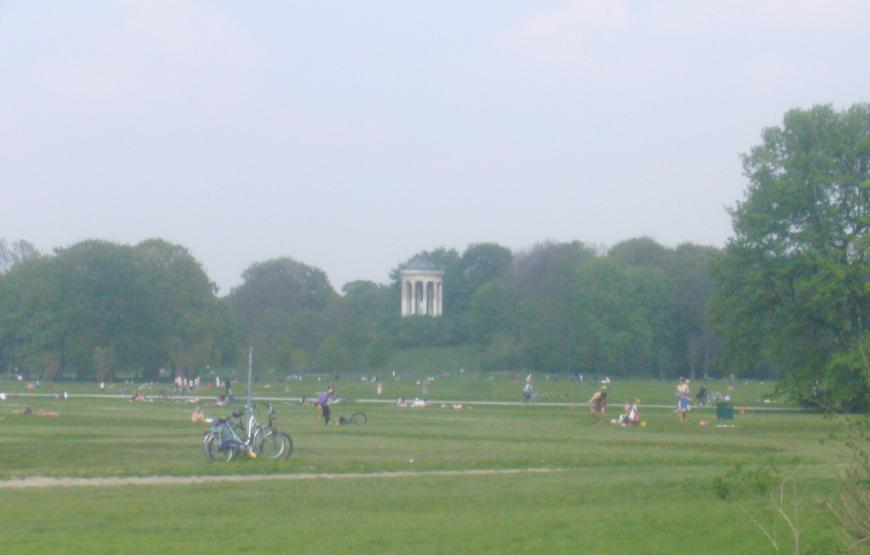
Vue de l’Englischer Garten de Munich, parc où Unity Mitford tente de se suicider le 3 septembre 1939, le jour de la déclaration de guerre du Royaume-Uni à l'Allemagne, en se tirant une balle dans la tête, tentative à laquelle elle survit ensuite près de neuf ans, avec la balle restée logée à l’intérieur de son crâne.

Beaucoup de hauts dignitaires nazis sont suspicieux à l'égard de cette jeune Britannique qui a réussi à accaparer l'attention du Führer. Dans ses mémoires Au cœur du Troisième Reich, Albert Speer, ministre et ami de Hitler, raconte les coulisses du pouvoir : « Un accord tacite prévalait : personne ne devait parler de politique. La seule exception faite était pour lady Mitford qui, même dans les dernières années, riches en tensions diplomatiques, parlait au nom de son pays et a d'ailleurs souvent plaidé auprès de Hitler pour qu'il conclue une entente avec l'Angleterre. En dépit de la réserve de ce dernier, elle n'a pas abandonné ses efforts pendant toutes ces années ».
Elle passe ses étés dans la résidence privée de Hitler, au Berghof, où elle continue à discuter d'une éventuelle alliance anglo-allemande avec Hitler, allant même jusqu'à fournir des listes de noms de sympathisants britanniques potentiels et d'ennemis de qui se méfier. Ses rêves d'alliance commencent pourtant à s'effondrer quand, au festival de Bayreuth de 1939, Hitler met en garde Unity Mitford et sa sœur Diana sur le fait que la guerre avec l'Angleterre étant désormais inévitable, elles doivent rentrer chez elles. Diana retourne en Angleterre où elle est arrêtée et emprisonnée, tandis qu'Unity choisit de rester en Allemagne. Après la déclaration de guerre du Royaume-Uni à l'Allemagne, le 3 septembre 1939, Unity est bouleversée.
Diana Mitford confiera à un journaliste, en 1999 : « Elle m'a dit que s'il y avait une guerre, ce que bien sûr nous n'espérions pas, elle se tuerait parce qu'elle ne pouvait pas supporter de vivre et de voir ces deux pays se déchirer l'un l'autre, les deux pays qu'elle aimait ».
Unity envoie alors plusieurs lettres d'adieu, dont une à Hitler et se rend au Jardin anglais de Munich (« l’Englischer Garten ») munie d'un pistolet à crosse en nacre que Hitler lui avait donné pour se protéger, et se tire une balle dans la tête.

### Après la tentative de suicide

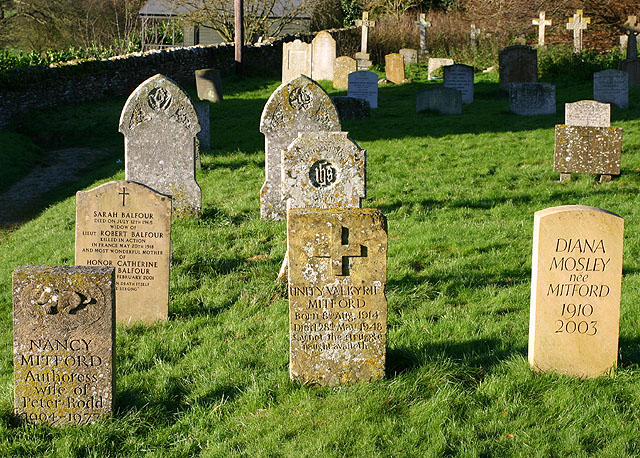
À Swinbrook, Oxfordshire, la tombe de Unity (au centre avec une croix en relief), entourée de celles de ses sœurs Nancy (à gauche) et Diana (à droite). L'épitaphe sur la tombe de Unity est difficilement lisible.

Unity survit à sa tentative de suicide, elle est hospitalisée à Münich. Hitler lui rend visite, paie les frais médicaux et prend des dispositions pour la rapatrier. En décembre, elle est transférée dans un hôpital de Berne, en Suisse, pays neutre. Sa mère et sa plus jeune sœur, Deborah, viennent la chercher. Dans une lettre de 2002 au Guardian, cette dernière rapporte l'histoire : « Nous n'étions pas préparées à ce que nous allions trouver — une personne couchée dans un lit et gravement malade. Elle avait […] des yeux énormes et les cheveux emmêlés, mais était intacte alors que la balle avait traversé son crâne. La balle était encore dans sa tête, le docteur a dit que c'était inopérable. Elle ne pouvait pas marcher, parlait avec difficulté et sa personnalité avait changé, comme si elle avait subi un accident vasculaire cérébral. Non seulement son apparence était choquante mais elle avait l'air d'être étrangère, quelqu'un que nous ne connaissions pas. Nous l'avons ramenée en Angleterre dans une voiture-ambulance attelée à un train. Chaque secousse du voyage a été une agonie ».
Elle est de retour au Royaume-Uni avec sa mère et sa sœur en janvier 1940, au milieu d'un tourbillon médiatique. Elle déclare : « Je suis heureuse d'être de retour en Angleterre, même si je ne suis pas de votre côté », ce qui provoque des appels pour qu'elle soit enfermée pour haute trahison. Cependant, grâce à l'intervention de son père auprès du secrétaire à l'Intérieur, John Anderson, elle est autorisée à finir ses jours auprès de sa mère, dans la maison familiale de Swinbrook, dans l'Oxfordshire. Le professeur Cairns, qui l'a soignée, neurochirurgien à l'hôpital Nuffield, à Oxford, a déclaré « elle a appris à marcher de nouveau, mais ne s'est jamais complètement remise. Elle était incontinente et infantile ». Toutefois, jusqu'au 11 septembre 1941, elle aurait eu une liaison avec le lieutenant d'aviation de la Royal Air Force, John Andrews, un pilote d'essai, en poste à la base de Brize Norton. Le MI5 apprend cette information et, en octobre, John est muté à l'extrême nord de l'Écosse où il meurt dans un accident de Spitfire, en 1945.
En 1948, elle meurt à l'hôpital d'Oban, dans le Nord-Ouest de l'Écosse, d'une méningite causée par le gonflement du cerveau autour de la balle. Sur sa pierre tombale est gravée l'inscription : « Say not the struggle naught availeth ».

## Controverses

### Un faux suicide?
Le 1er décembre 2002, après la publication de documents déclassifiés (y compris le journal de guerre du directeur du MI5 pendant la guerre, Guy Liddell), un journaliste d'investigation, Martin Bright, a publié un article dans The Observer qui affirme que le secrétaire à l'Intérieur de l'époque, John Anderson, est intervenu pour empêcher qu'Unity Mitford ne soit interrogée à son retour d'Allemagne et que la tentative de suicide, qui fait désormais partie du « mythe Mitford », peut avoir été inventée pour excuser cette action.
Dans l'article, il souligne que les photographes de presse qui ont vécu le retour de Mitford et de son entourage incluaient des partisans nazis. Et Linddell de noter dans son journal, le 2 janvier : « Nous n'avions pas de preuve à l'appui des allégations de la presse sur le fait qu'elle était dans un état de santé grave et il se pourrait bien qu'elle ait été portée sur une civière afin d'éviter de la publicité et du désagrément à sa famille ». Il avait voulu l'interroger à son retour mais en a été empêché par le secrétaire à l'Intérieur. Le 8 janvier, Liddell note dans un rapport, à partir de témoignages des membres du bureau de contrôle de sécurité présents à son arrivée : « il n'y avait pas de signes d'une blessure par balle ».
Lord Redesdale, cousin d'Unity Mitford, répond aux accusations : « J'aime les théories du complot, mais il va un peu loin de suggérer qu'Unity a fait semblant. Mais des gens me demandent comment elle faisait pour être sur pieds si peu de temps après s'être tiré une balle dans la tête ». Deborah, sœur d'Unity, a été plus cinglante et péremptoire, insistant bien sur l'état second dans lequel se trouvait sa sœur après sa tentative de suicide.

### Le bébé de Hitler
Le 17 décembre 2007, le même journaliste d'investigation, Martin Bright, a publié un article dans le New Statesman indiquant que, à la suite de son article précédent, il avait reçu un appel téléphonique révélant un côté extraordinaire de la vie d'Unity Mitford. Il prétend avoir été sceptique au départ lorsque l'appelant, un dénommé Val Hann, a affirmé que pendant la guerre sa tante Betty Norton était présente dans une maternité privée appelée « Hill View Cottage », à Oxford, où Unity Mitford avait été pensionnaire. Selon Hann, Unity Mitford, à son retour d'Allemagne, aurait accouché sous X d'un enfant, fruit de son amour avec Hitler, et qu'elle l'aurait ensuite placé sur une liste d'adoption.
Bright s'est rendu à Wigginton, où le propriétaire actuel de la clinique a confirmé que Norton avait bien acheté une maison attenant à la maternité pendant la guerre. En outre, il a rencontré des personnes âgées du village, dont une dénommée Audrey Smith, dont la sœur avait travaillé à « Hill View », qui a confirmé avoir vu « Unity enveloppée dans une couverture et l'air très malade » mais insiste sur le fait qu'elle était là pour se remettre d'une dépression nerveuse et non pour donner naissance à un enfant. Bright a également contacté Deborah, la sœur d'Unity, qui a dénoncé les commérages des villageois et a affirmé qu'elle pouvait publier le journal intime de sa mère pour le prouver. Bright s'est alors rendu aux Archives nationales, où il a trouvé un fichier sur Unity, mais scellé pour une durée de cent ans. Il a reçu une autorisation spéciale pour l'ouvrir mais il s'agissait seulement d'une confirmation qu'en octobre 1941, la liaison de la jeune femme avec Andrews, pilote marié de la RAF, avait été découverte.
Bright a abandonné l'enquête jusqu'à ce que la chaîne Channel 4 trouve qu'il s'agissait d'un bon sujet pour un film documentaire. Une enquête plus approfondie a ensuite été entreprise dans le cadre du tournage de Hitler's British Girl, y compris une visite au bureau municipal d'Oxfordshire, où un nombre anormalement élevé d'enregistrements de naissance à « Hill View » à ce moment a été relevé, mais aucune provenant d'Unity Mitford, bien que l'agent présent admît que de nombreuses naissances n'ont jamais été inscrites à ce moment. La publication de l'article et la diffusion du film la semaine suivante ont stimulé une frénésie médiatique ainsi que des spéculations sur les probables descendants d'Adolf Hitler, qui pourraient vivre au Royaume-Uni, sans le savoir.

## Postérité
- Jean-Luc Fromental et Loustal s’inspirent d’elle pour une des histoires de l’album de bande dessinée Mémoires avec dames (Albin Michel, 1989). Une Anglaise surnommée « Lady Walkyrie » entreprend de rallier Hitler à une alliance germano-britannique et tente de se suicider, dans un jardin munichois, lorsque les deux pays entrent en guerre.
- Luke Haines compose une chanson intitulée The Mitford Sisters sur son album Das Capital, sorti en 2003.
- The Indelicates ont composé une chanson romantique, Unity Mitford sur l’album American Demo (2008), qui parle de son amour présumé pour Adolf Hitler.
- Unity Walkyrie est une pièce de théâtre écrite par Sabryna Pierre, parue aux Éditions théâtrales en 2010.
- Le personnage de Lady Persephone Towyn dans la série Maîtres et Valets (Upstairs Downstairs, 2010-2012) présente de nombreuses similitudes avec Unity Mitford : admiratrice d’Oswald Mosley, adhérente de la British Union of Fascists et amie de l’ambassadeur du Reich Joachim von Ribbentrop.
- En 2018, dans la série docu-fiction, 1918-1939 : Les Rêves brisés de l'entre-deux-guerres, de Jan Peter et Frédéric Goupil, son personnage y est interprété par l'actrice Charlotte Merriam.
- L'autrice Sabryna Pierre fait paraître aux éditions Théâtrales une pièce de théâtre inspirée de Unity Walkyrie Midford, intitulée Unity Walkyrie[3]